# Рейхпич, Макс
Макс Ре́йхпич (нем. Max Reichpietsch; 24 октября 1894, Шарлоттенбург — 5 сентября 1917, Ван) — немецкий моряк, один из организаторов антивоенного движения на военно-морском флоте кайзеровской Германии в 1917 году.

## Биография
Семья Макса Рейхпича состояла в новоапостольской церкви. В 1912 году 18-летний Макс записался добровольцем на флот. В тяжёлые годы Первой мировой войны, в условиях офицерского произвола и нехватки продовольствия матрос Макс Рейхпич, участник Ютландского сражения, стал убеждённым противником войны. Рейхпич служил матросом на дредноуте SMS Friedrich der Große. Вместе со старшим кочегаром Вилли Саксе, матросом Вильгельмом Вебером и кочегарами с корабля SMS Prinzregent Luitpold Альбином Кёбисом и Гансом Беккерсом летом 1917 года Рейхпич возглавил антивоенное движение среди германских матросов, объединившее к концу июля 1917 года около четырёх тысяч человек.
26 августа 1917 года Макс Рейхпич, как «главный зачинщик» восстания, и его соратники Кёбис, Саксе, Вебер и Беккерс были приговорены военным судом к смертной казни. До этого Рейхпич уже четырнадцать раз привлекался к дисциплинарной ответственности за различные проступки, в частности, небрежность в несении службы, самовольное оставление службы и неповиновение. Наказания в отношении Саксе, Вебера и Беккерса были впоследствии заменены на 15 лет исправительных работ. 5 сентября 1917 года смертный приговор в отношении Макса Рейхпича и Альбина Кёбиса был приведён в исполнение на стрельбище Ван под Кёльном. Имя матроса Макса Рейхпича носят улицы во многих городах Германии.